# Wilhelm Horchler
Wilhelm Horchler (* 18. April 1898 in Berghofen bei Dortmund; † 14. Februar 1967 in La Jolla in Kalifornien/USA) war ein deutscher Maler. Er wirkte in Hannover, Klein Süntel und Wienhausen. In der Zeit des Nationalsozialismus war er Mitglied der Reichskammer der bildenden Künste und u. a. 1943 auf der Großen Deutschen Kunstausstellung in München mit dem Ölgemälde Am Sündel im Winter vertreten.

## Bekannte Werke
- „Niederdeutscher Garten“ (im Großen Garten in Hannover-Herrenhausen), 1937; Öl auf Leinen, im Besitz der Stadt Hannover, Kulturamt, gezeigt nach einem Wettbewerb während der vom Hannoverschen Künstlerverein gezeigten Ausstellung Maler sehen Herrenhausen. Junge Liebe zu alten Gärten vom 3. bis 28. Mai 1987 in der Orangerie vom Großen Garten in Hannover-Herrenhausen[3]